# Атлантска јесетра
Атлантска јесетра (Acipenser oxyrinchus oxyrinchus) је подврста врсте Acipenser oxyrinchus, зракоперке из реда Acipenseriformes и породице јесетри (Acipenseridae). 

## Станиште / Распрострањење
Станишта врсте су речни екосистеми и слатководна подручја, и северозападни и западни централни Атлантик.
Врста је присутна у обалним подручјима и то: 
- источне обале Сједињених Америчких Држава,
- Канаде,
- реке атлантског слива,
- мексичког залива.

У Европи је насељавала Балтичко море, али је изумрла.

## Угроженост
Ова врста је на нижем степену опасности од изумирања, и сматра се скоро угроженим таксоном.